# Seaside Clubbers
Die Seaside Clubbers sind eine deutsche Hip-Hop-Formation aus Villingen-Schwenningen, die aus den beiden Frontmännern Marvin Weisser (* 18. September 1984) und Benjamin Hils (* 28. August 1984) sowie mehreren Produzenten besteht. Aktuell sind sie beim deutschen Musikverlag Roba unter Vertrag.

## Karriere
Weisser und Hils begannen 1999 mit der Aufnahme mehrerer deutschsprachiger Hip-Hop-Tracks unter dem Namen Duo Fatal. Im Jahr 2005 entschlossen sie sich zur Umbenennung in Seaside Clubbers und zu einem Wechsel des gesamten musikalischen Konzepts sowie des Erscheinungsbildes. Fortan produzierten sie Lieder mit partylastigen Inhalten gemischt mit House- und Elektrobeats.
Ende 2009 kursierte auf diversen Videoplattformen eine Single namens Disco Pogo (Wir dreh´n ab!), dessen Künstler als TBA (to be announced) angegeben wurde. Diese Single wurde aufgrund einer falschen Anmoderation eines Internetradio-Senders irrtümlicherweise als die Nachfolgesingle der Atzen (Frauenarzt & Manny Marc) zu Das geht ab! angekündigt. Aufgrund der hohen Popularität des Songs im Internet entschlossen sich die Atzen, angelehnt an das Original der Seaside Clubbers, Disco Pogo selbst aufzunehmen und als Single zu veröffentlichen. Disco Pogo von den Atzen stieg in den deutschen Verkaufscharts in den darauffolgenden Wochen bis auf Platz 2. Die Disco-Pogo-Versionen von den Seaside Clubbers und den Atzen wurden beide über das deutsche Dance-Label Kontor Records veröffentlicht. Weisser und Hils sind ebenfalls als Urheber der Atzen Version eingetragen.
Im Jahr 2010 wurden die Seaside Clubbers die Stimmen des Projekts Zeigt mir 10! (Explode3) (Darius & Finlay und Shaun Baker). Das Projekt ist der dritte Teil der Explode-Reihe. Die erste Version Explode von Jordan & Baker wurde 2002 veröffentlicht, Xplode 2 von Shaun Baker folgte im Jahr 2005. Beide erreichten die Verkaufscharts. Der dritte Explode-Teil wurde ein monatelanger Club-Erfolg und erreichte ebenfalls die Verkaufscharts in Deutschland und Österreich.
Das erste offizielle Album der Seaside Clubbers mit dem Titel Abriss Volksmusik erscheint im August 2012 via Daredo / Intergroove / Proton Records. Die erste Single-Auskopplung aus dem Album ist der Track Galaxy mit dem Sänger Jay Gerado. Auf dem Album gab es eine Zusammenarbeit mit dem Schlagersänger Andreas Martin. Hierbei wurde der Titel „Ich fang dir den Mond“ von Andreas Martin neu interpretiert und mit Raps und Elektroelementen gemischt. Das Original erreicht 2008 die deutschen Charts. Fieber, eines ihrer meist gestreamten Lieder, hat starke stilistische Ähnlichkeiten zum Nummer-1 Lied „The One“, der DSDS Gewinnerin Aneta Sablik, da dieses u. a. vom gleichen Produzenten (Oliver Pum) komponiert wurde. 2017 coverte die Formation das Lied „You're my Mate“ der britischen Band Right Said Fred und kombinierte dabei den ursprünglichen Refrain mit House-Elementen und deutschen Rap-Passagen.

## Diskografie
Alben
- 2007: Harmonie (gratis Download zu Promotion-Zwecken)
- 2012: Abriss Volksmusik
- 2015: Sonne

Singles
- 2009: PUMP!
- 2010: Disco Pogo (Wir dreh´n ab)
- 2010: Zeigt mir 10! (Explode3) (Darius & Finlay & Shaun Baker)
- 2010: Party Randale
- 2010: Ich denke oft an dich (mit Arianna)
- 2010: Halli Galli Abriss (Headbanger)
- 2011: String (mit Quincy Sean)
- 2011: 1000 Dezibel
- 2012: Egoist (mit Spring Emotions)
- 2012: Disco Tetris (Boom Boom) (mit Plastik Bass)
- 2012: Galaxy (mit Jay Gerado)
- 2013: Nicht vergessen (mit Christina und Pulsedriver)
- 2014: Fieber (mit Martin Lindberg)
- 2015: Wir
- 2017: DUP DUP (mit Shaun Baker)
- 2017: You're my Mate (Cover von Right Said Fred)
- 2018: Unendlichkeit (mit Roman Jauk)
- 2019: Fete
- 2020: Dächer der Stadt
- 2020: Flügel
- 2021: 100.000 Meilen
- 2021: Fieber (Rework Version)
- 2021: Richtung Sonne (mit Timster & Ninth)
- 2021: Party Tick Tock (mit Shaun Baker)
- 2022: Best Friends (mit The Uniquerz)
- 2022: Whoopie
- 2022: Der Winter hat begonnen (mit Gipfelsepp)
- 2023: Disco Pogo Re-Release
- 2023: Party Up (Rave) (mit Shaun Baker & Basslovers United)
- 2023: Unser Sommer (mit Timster & Ninth)
- 2023: One in a Million (mit Mindblast)
- 2024: Scheissmaldrauf
- 2024: Morgengrauen (Komm Mit)
- 2024: Fieber (2024) (mit Martin Lindberg und NeoTune!)
- 2024: Nur Älter (noch immer dieselben) (mit Frank Lukas)

Sonstige
- 2007: Fühl den Vibe (mit Andrea)
- 2009: Das ist Rap
- 2009: Highlander
- 2010: Halli Galli Abriss, auch als Halli Galli Anpfiff (Mainz vor) als Fansong des 1. FSV Mainz 05
- 2010: Zeigt mir 10! (Endspiel WM SONG)(Darius & Finlay & Shaun Baker)
- 2010: Hoe
- 2011: Sex ist Mies (Seaside Clubbers Remix)
- 2011: Loona – El Tiburon (Seaside Clubbers Remix)
- 2012: Feiern! (Spring Break Europe Soundtrack)